# Croydon, Cambridgeshire
Croydon är en ort och civil parish i Storbritannien.   Den ligger i distriktet South Cambridgeshire i grevskapet Cambridgeshire i riksdelen England, i den sydöstra delen av landet, 70 km norr om huvudstaden London. Croydon ligger 51 meter över havet och antalet invånare är 221.
Terrängen runt Croydon är platt. Runt Croydon är det ganska tätbefolkat, med 166 invånare per kvadratkilometer. Närmaste större samhälle är Cambridge, 15,6 km nordost om Croydon. Trakten runt Croydon består till största delen av jordbruksmark.